# 喜年來
喜年來股份有限公司（英語：Serena Foods Incorporation，簡稱：喜年來），是一家位於臺灣的食品公司，以生產「喜年來蛋捲」聞名。

## 沿革
1977年3月，「山鄉股份有限公司」於臺北縣新莊鎮成立，員工僅有14人，生產銷售桃酥及鮑魚酥等傳統烘焙點心；同年引進港式手工煎製蛋捲的作法，以瓦斯手工煎製蛋捲，以「喜年來蛋捲」為品牌從事銷售。
1978年，山鄉租用彰化縣溪州鄉三合院設立溪州廠，以人工大量生產蛋捲。
1979年，山鄉於南投縣斥資興建南投廠，生產喜年來系列餅乾產品；同年，考量蛋捲因人工煎製接觸頻繁易造成產品污染，山鄉投入大量資金，開發電熱手工煎製蛋捲機。
1980年，山鄉與日本日清製菓技術合作，開發「喜年來蔬菜餅乾」。
1981年，山鄉擴建溪州廠，成功開發出全世界第一部自動煎製蛋捲機，開始標準化其生產過程，以期產品符合品質及衛生要求。
1984年1月1日，考量喜年來蛋捲已成著名產品，山鄉更名為「喜年來股份有限公司」。
1985年6月，喜年來興建南投飲料廠，生產礦泉水及利樂包果汁、茶類系列飲料產品；同時，美國通用磨坊授權喜年來在台灣獨家生產「金牛角玉米點心」。同年7月，喜年來於宜蘭縣礁溪鄉成立礁溪廠，擴大供應礦泉水及礦泉飲料系列產品。
1986年8月，豐群企業集團創辦人張國安接手經營喜年來。
1987年，喜年來飲料生產線併入礁溪廠。
1991年3月，喜年來礁溪廠併入南投飲料廠。
1995年6月，喜年來停止礦泉水及果汁飲料產銷。
1996年5月，喜年來溪州蛋捲廠併入南投廠。
2003年12月，喜年來與馥餘實業合作生產西雅圖極品咖啡蛋捲禮盒於統一超商販售，為喜年來首次異業結盟。
2006年4月，喜年來總部遷至臺北市松山區敦化北路155巷87之3號1樓（豐達大樓）。
2008年6月，喜年來從日本購入日式蛋捲機。
2009年11月，喜年來導入ISO 22000與HACCP。
2013年5月，喜年來商標優化修整，活潑英文「Serena」置於內，中文「喜年來」放大於外，提升品牌識別度。

## 外部連結
- 喜年來股份有限公司（页面存档备份，存于）
- 喜年來的Facebook專頁